# Marcos Vásquez Meza
Marcos Antonio Vásquez Meza (Talcahuano, 31 de diciembre de 1955) es un ex policía chileno. Fue el director general de la Policía de Investigaciones de Chile (PDI) entre 2009 y 2015.

## Biografía
Nació en Talcahuano el 31 de diciembre de 1955. Realizó sus estudios básicos y medios en el Liceo Almirante Pedro Espina Ritchie A-21 de Talcahuano.
Ingresó a Investigaciones el 26 de abril de 1977. Luego de egresar, cumplió labores principalmente en la Región del Biobío, en ciudades como Chillán, Talcahuano y Concepción. Ha asistido a trabajos coordinados, en la rama de Antinarcóticos, con policías de Estados Unidos, Alemania, Argentina, Bolivia y Perú.
El 26 de junio de 2009 fue nombrado Director General de la Policía de Investigaciones de Chile, en reemplazo del renunciado Arturo Herrera Verdugo. En noviembre del 2011 fue elegido como delegado para las Américas y por tanto miembro del Comité Ejecutivo de la Organización Internacional de Policía Criminal OIPC, conocida mundialmente por su sigla INTERPOL. Entregó la dirección general de la PDI a Héctor Espinosa en junio de 2015.